# Luziola fluitans
Luziola fluitans là một loài thực vật có hoa trong họ Hòa thảo. Loài này được (Michx.) Terrell & H.Rob. mô tả khoa học đầu tiên năm 1974.